# Vilém Laufberger

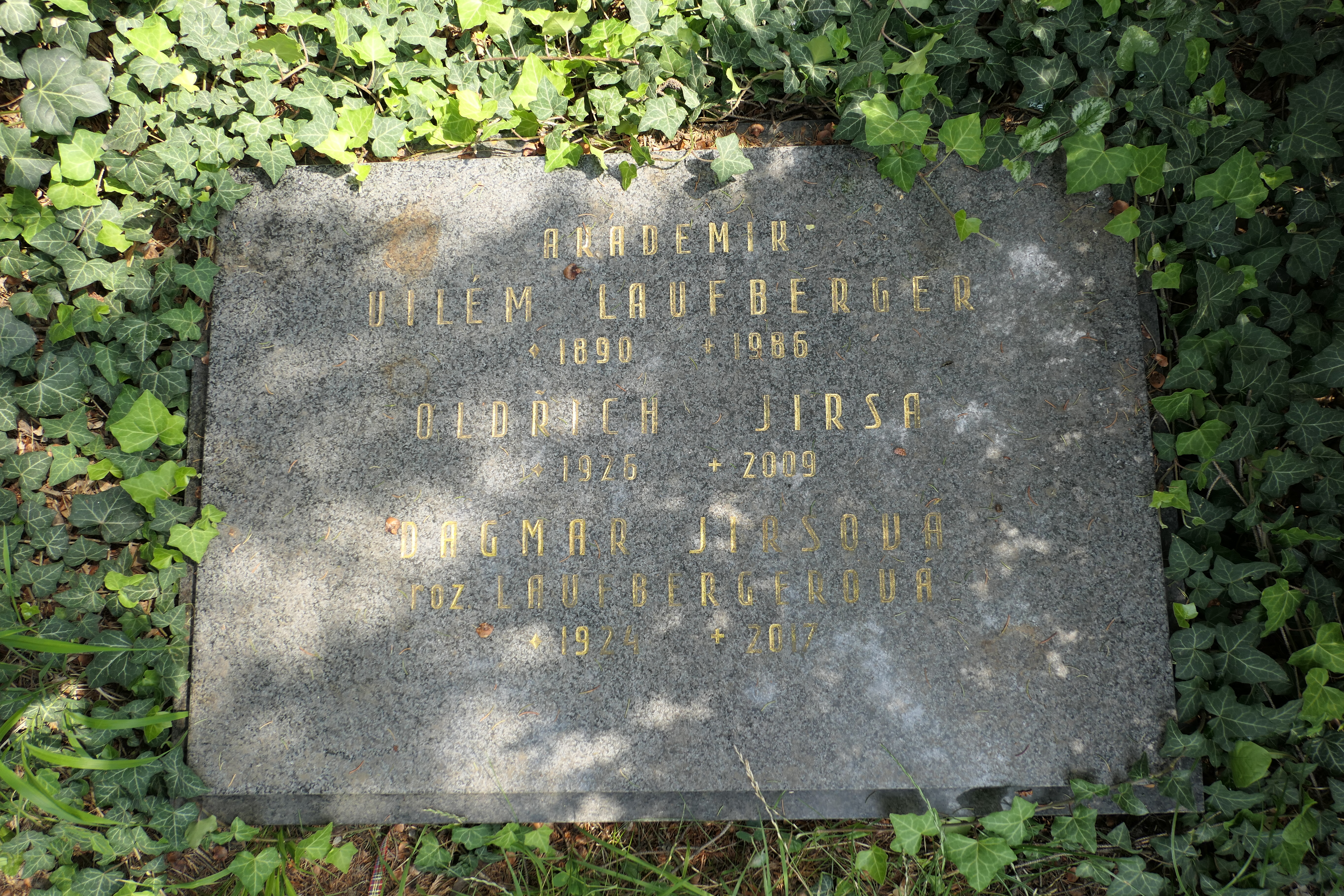
Hrob Viléma Laufbergera v Praze na Vinohradech

Vilém Laufberger (29. srpna 1890 Turnov – 29. prosince 1986 Praha) byl český lékař fyziolog, řádný profesor na Masarykově univerzitě v Brně a Univerzity Karlovy, akademik ČSAV a zakladatel Ústavu fyziologických regulací ČSAV. Mnohostranný vědec, který stál u zrodu české endokrinologie a věnoval se studiu vyšší nervové činnosti. Objevitel feritinu, autor metody spaciokardiografie.

## Život
Pocházel z lékařské rodiny, dědeček byl známým lékařem v Turnově. Otec, rovněž lékař, zemřel, když byly Vilémovi tři roky. Po maturitě na gymnáziu v Chrudimi v roce 1910 se rozhodl pro studium biochemie. Impulzem mu byla přednáška profesora Babáka o pokrocích fyziologie. Studoval na Lékařské fakultě UK a současně pracoval v laboratoři profesora Babáka, kde se věnoval experimentu metamorfózy živočicha. Ve třetím ročníku medicíny měl možnost získat zkušenosti v ústavu v Halle. V roce 1916 promoval a jako lékař byl povolán do armády. Ve válce byl raněn a potom byl zařazen jako lékař-zubař v lazaretu.
Od roku 1920 organizoval z podnětu prof. Babáka nový Ústav pro všeobecnou a experimentální patologii na Masarykově univerzitě v Brně, kde také v roce 1921 habilitoval a v roce 1922 se stal mimořádným profesorem patologie. V tomto období se věnoval zkoumání účinku inzulínu a endokrinologickým výzkumům. V roce 1927 získal řádnou profesuru (prof.). Na Masarykově univerzitě byl také v letech 1932–1933 děkanem. V dalších pracích se věnoval výzkumu ultrastruktury buněk a tkáňových bílkovin, který završil objevem feritinu v roce 1934. O svém objevu přednášel na kongresech v Moskvě, Leningradu a Zürichu.
Z Brna odešel v roce 1936 do Prahy, kde až  do roku 1953 působil na Fyziologickém ústavu UK. Během války pracoval jako lékař ve Státním zdravotním ústavu. V této době se začal zabývat teorií vyšší nervové činnosti. Od roku 1952, kdy vznikla ČSAV byl akademikem a náměstkem ředitele, sám též až do roku 1973 řediteloval Laboratoři vyšší nervové činnosti (později Laboratoř grafických vyšetřovacích metod), která sídlila na Bulovce a která se v roce 1976 přeměnila na Ústav fyziologických regulací ČSAV. Kromě vědecké činnosti se věnoval i pedagogické práci. Napsal mnoho článků, knih a vědeckých studií.
V roce 1974 mu zemřela manželka, později i dcera Jitka a sám těžce onemocněl. Potěšení nacházel v hudbě (miloval Janáčka) a výtvarném umění. Celý život aktivně sportoval a rád sledoval sportovní přenosy. Do pozdního věku se věnoval vědecké práci. Zemřel ve věku 96 let.

## Vědecká činnost
Jeho práce se stala známá již v roce 1913, kdy se mu experimentálně podařil vývin axolotla z larválního stádia na dospělce, což bylo velmi podstatné pro vytvoření české endokrinologie. V roce 1924 jako první v Československu připravil inzulin v čistém stavu. V 30. letech vypracoval teorii o buněčné mřížce. V roce 1935 představil ferritin a o rok později ho izoloval v krystalickém stavu. V roce 1947 publikoval Teorii vzruchu, která se zabývala nervovou činností. V závěrečné fázi svého života se zabýval diagnostikou a největší úspěch získala diagnostická metoda srdce, tzv. spaciokardiografie.
Za své dílo získal v roce 1954 státní cenu, Řád práce, Řád republiky (1955), komandérský kříž Řádu Polonia Restituta, medaili J. E. Purkyně. V roce 1965 získal čestný doktorát UK.

## Dílo
- O přeměně neotenického axolotla, 1913
- Rozbití buňky, 2 části, 1933
- Praktická fysiologie, 1946
- Vzruchová theorie, 1947
- Malá tajemství života, 1960